# Srednja Krašićevica
Srednja Krašićevica je naselje u Hrvatskoj u sastavu Grada Delnica. Nalazi se u Primorsko-goranskoj županiji.

## Zemljopis
Nalazi se unutar nacionalnog parka Risnjaka. Južno je Gornja Krašićevica, jugoistočno su Donji Okrug, Plajzi, Gornji Okrug i Razloški Okrug, sjeveroistočno su obližnja Donja Krašićevica i Razloge, sjeverno je izvor rijeke Kupe.

## Stanovništvo
| broj stanovnika | 24    | 32    | 25    | 34    | 28    | 28    | 15    | 17    | 5     | 6     | 5     | 3     | 1     | 1     |       |       |       |
|                 | 1857. | 1869. | 1880. | 1890. | 1900. | 1910. | 1921. | 1931. | 1948. | 1953. | 1961. | 1971. | 1981. | 1991. | 2001. | 2011. | 2021. |